# هانس نیکل
هانس نیکل (انگلیسی: Hannes Nikel; ۱۳ آوریل ۱۹۳۱ – ۲۶ سپتامبر ۲۰۰۱) تدوین‌گر اهل آلمان بود. وی بین سال‌های ۱۹۵۳ تا ۱۹۹۸ میلادی فعالیت می‌کرد.